# Rio Muger
O rio Muger é um curso de água região central da Etiópia e um dos afluentes a norte do Nilo Azul. Este rio é notável pela profunda garganta onde se aloja. A sua confluência com o Nilo Azul encontra-se nas coordenadas de 9° 54'N 37° 56'E. O Muger tem como afluentes o rio Labu e drena uma bacia de cerca de 8.188 quilómetros quadrados.
O Muger é importante como um marco geográfico, já que marcava a fronteira oriental do Reino de Damote (antes das migrações Oromo pelas áreas do Nilo Azul) e o oeste do distrito de Selale. Em alguns lugares dos vales de Guder Muger, encontrou-se o primeiro registo fóssil de dinossauro no Chifre da África que foi descoberto em 1976. Foi um único dente da espécie Carnosauria.